# Clinocera guttipennis
Clinocera guttipennis är en tvåvingeart som beskrevs av Sinclair 2008. Clinocera guttipennis ingår i släktet Clinocera och familjen dansflugor. Inga underarter finns listade i Catalogue of Life.